# 1973 en rugby à XV
Cette page présente les faits marquants de l'année 1973 en rugby à XV : les principales compétitions et évènements liés au rugby à XV et rugby à sept ainsi que les naissances et décès de grandes personnalités de ce sport.

## Principales compétitions
- Currie Cup (du ?? ???? au ?? ???? 1973)
- Championnat de France (du ?? ?? 1972 au 20 mai 1973)
- Championnat d'Italie (du ?? ?? 1972 au ?? ???? 1973)
- Coupe d'Angleterre (du ?? ?? 1972 au ?? ???? 1973)
- Tournoi des Cinq Nations (du 13 janvier au 14 avril 1973)

## Événements

### Avril
- 14 avril : le Tournoi des Cinq Nations 1973 voit toutes les équipes gagner à domicile, et par conséquent, elles remportent toutes le Tournoi. C'est l'unique cas d'égalité totale dans l'histoire du Tournoi.
- ? avril : le Coventry RFC remporte sa première Coupe d'Angleterre en dominant le Bristol Rugby en finale sur le score de 27 à 15.

### Mai
- 13 mai : le CS Bourgoin-Jallieu remporte le Championnat de France de deuxième division après avoir battu le CO Le Creusot en finale sur le score de 10 à 6.
- 20 mai : le Stadoceste tarbais remporte le Championnat de France après avoir battu l'US Dax en finale sur le score de 18 à 12. Le Stadoceste tarbais remporte son premier titre après 1945 alors que Dax échoue pour la cinquième fois en finale.
- ? mai : le Petrarca Padoue, qui devance comme les deux années précédentes le CUS Genova, remporte son quatrième titre alors que Parme et le CUS Napoli redescendent en Série B[1].

## Principales naissances
- 19 avril : George Gregan, 136 fois international australien, naît à Lusaka.
- 7 décembre : Fabien Pelous, international français à 118 reprises, naît à Toulouse.